# Alexandre Fayollat
Alexandre Jules Fayollat (Grenoble, 6 marzo 1889 – Parigi, 12 aprile 1957) è stato un mezzofondista francese.
Prese parte ai Giochi olimpici di Londra 1908 nelle 3 miglia a squadre, vincendo la medaglia di bronzo assieme ai connazionali Jean Bouin, Louis Bonniot de Fleurac, Paul Lizandier, Joseph Dréher nonostante sia stato squalificato in finale.

## Palmarès
| 1908 | Giochi della IV Olimpiade | Londra |                    |        |       |       |
| 1908 | Giochi della IV Olimpiade | Londra | 3 miglia a squadre | Bronzo | 32 p. | [ 1 ] |